# Talis quercella
Talis quercella — вид лускокрилих комах родини вогнівок-трав'янок (Crambidae).

## Поширення
Вид поширений в Центральній та Східній Європі, Північній Африці, Західній та Центральній Азії від Італії до Монголії. Присутній у фауні України.

## Опис
Розмах крила 27 мм.

## Підвиди
- Talis quercella quercella (Європа, Мала Азія, Ірак)
- Talis quercella pallidella Caradja, 1916 (Середня Азія)
- Talis quercella suaedella Chrétien, 1910 (Туніс, Алжир)
- Talis quercella iranica Amsel, 1949 (Іран)